# Elaphidion irroratum debieni
Elaphidion irroratum debieni es una subespecie de escarabajo longicornio del género Elaphidion, categorizada en la tribu Elaphidiini, de la subfamilia Cerambycinae. Fue descrita por Chalumeau & Touroult en 2004.

## Descripción
Mide 15-22 mm de longitud.

## Distribución
Se distribuye por Puerto Rico y San Martín.